# Heligfjäll
Heligfjäll (sydsamiska: Eejlesvaartoe) är en by som ligger 38 km från Vilhelmina tätort, Västerbottens län och är belägen på Heligfjällets sydsluttning. 

## Byns tidiga historia
Blomsterdal 1.0 (1790-ca 1800)
Södra sidan Vojmsjön, typ nuvarande norra Västanbäck
Anders Nilsson från Nästansjö, son till Nils Nilsson, grundare av Nästansjö anlade nybygget Blomsterdal där han blev bosatt fram till någon gång 1800-1805 då han började odla upp och ansökte om flytt av nybygget till Heligfjället.
Hans föräldrar hade 1789 med familjen flyttat till Tresund från Nästansjö.
Blomsterdal 2.0
(Låg där gården till Heligfjäll 1:21 ligger idag. ) 
Flytt beviljades den 6 maj 1809. Gården beviljades 18 års skattefrihet och skulle börja beskattas 1827.
Anders dör den 26 april 1827 av “håll och styng” (lunginflammation)
Abraham Ersson från Tresund bor på Blomsterdal mellan 1825?-1832 då Johan Ersson och Daniel Persson, båda från Tresund, köper gården. Abraham flyttar med familjen och tar upp nybygget på Vikenäs.
Johan och Daniel sålde Blomsterdal till Matts Johansson från Bäsksele den 4 juli 1838 för 97 rdr 10 skilling.
Alla husen var då flyttade till Tresund och gården börjat gro igen.
Heligfjäll 1 och 2
(Platserna för dessa två gårdar är okända)
Anders Bergelsson och Erik Johansson, båda från Bäsksele. Den senare var bror till Matts Johansson.
2 nybyggen Heligfjäll
Syn den 20 september 1837
Nils Arvelsson, skattelapp på Heligfjällandet och bönderna Nils Nilsson från Siksjönäs och Per Danielsson från Tresund var närvarande. Bara Per Danielsson hade några invändningar till synen.
Gårdarna hade börjat byggas redan ett par år innan syn förrättades. 
Den ena gården låg i sluttningen upp mot fjället
Den andra gården låg på slättlandet strax nedom fjället
Anders Bergelsson ledsnade fort och sålde till sin granne Erik Johansson som i sin tur sålde till sin bror Matts Johansson för 20 rdr den 13 april 1838. (Motsvarande idag ca 108tkr)
Syn utfördes den 4 juli 1839. Beviljat den 8 maj 1840.
Matts flyttade allt från Bergelssons och Johanssons boställen till nytt insynat gårdsställe.
De båda gårdarna längre ner fick växa igen. Blomsterdal var redan sen tidigare igenslyat och lämnades åt sitt öde.
Ingen skattefrihet beviljades för gården då både Blomsterdal och Heligfjäll sedan tidigare nyttjat den. Gården skattelades 1841.
Matts sägs ha haft 18-20 kor och 4 hästar. Stämmer det så var han en mycket förmögen man för sin tid.
Matts avled 1853 efter ett infekterat knivsår han fått vid renstyckning.
Änkan Karolina Ersdotter gifte om sig med Nils Erik Persson Holm från Skansholm.
Karolina och Nils ingick arrende på gården till Matts och Karolinas omyndiga barn vuxit upp. Syn för detta förrättades sommaren 1855.
Byns gårdar 1869:
Erik Petter Karlsson Bergström
Matts Mattsson (Son till Matts Johansson)
Jon Matsson (Son till Matts Johansson)